# 植村陽彦
植村 陽彦（うえむら はるひこ、2000年11月13日 - ）は、ジャパンラグビーリーグワン三重ホンダヒートに所属するラグビーユニオン選手。

## プロフィール
- 茨城県出身[1]。
- ポジションはウィング(WTB)、フルバック(FB)。
- 身長 177 cm、体重 80 kg
- 7人制日本代表に選ばれたことがある[2]。

## 略歴
3歳からラグビーを始めた。
2019年、茗溪学園高校卒業後、筑波大学に入る。
2023年、筑波大学卒業後、三重ホンダヒートに加入。同年12月24日に行われたJAPAN RUGBY LEAGUE ONE第3節東京サンゴリアス戦にて途中出場でリーグワン公式戦初出場を果たした。